# Journal of Environmental Economics and Management
Das Journal of Environmental Economics and Management (JEEM) ist eine wirtschaftswissenschaftliche Fachzeitschrift, welche dem Thema Umweltökonomik gewidmet ist. Bis 2014 fungierte sie neben dem Review of Environmental Economics and Policy (REEP) als offizielle Fachzeitschrift der Association of Environmental and Resource Economists (AERE). Das Journal of Environmental Economics and Management wird mit einer Frequenz von drei Ausgaben pro Semester durch den niederländischen Verlag Elsevier herausgegeben.

## Geschichte
Das Journal of Environmental Economics and Management wurde erstmals im Mai 1974 durch Academic Press mit Ralph C. d’Arge (University of Wyoming) und Allen V. Kneese (Resources for the Future) als Chefredakteure veröffentlicht. Motivation für die Gründung der Zeitschrift war der Wunsch eine Fachzeitschrift zu schaffen, die dem gestiegenen Interesse der Fachwelt an Umweltökonomik und verwandten Themen gerecht werden würde. Des Weiteren sollte JEEM gemäß d’Arge und Kneese unter anderem speziell der Analyse politisch-institutioneller Managementprobleme bezüglich der Interaktion zwischen menschlichen Institutionen und ihrer natürlichen Umgebung gewidmet sein. Ursprünglich wurde JEEM jedoch mit einer Frequenz von vier Ausgaben pro Jahr veröffentlicht, die erst 1989 auf die heutige Frequenz von drei Ausgaben pro Semester anstieg. Zu der Liste vergangener Chefredakteure des Journal of Environmental Economics and Management gehören neben Ralph C. d'Arge (1974–1986) und Allen V. Kneese (1974–1986) Ronald G. Cummings (Georgia State University, 1987–1996), Robert T. Deacon (University of California, Santa Barbara, 1997–2000), Joseph A. Herriges (Iowa State University, 2001–2005), Charles F. Mason (University of Wyoming, 2006–2010) und Daniel James Phaneuf (University of Wisconsin–Madison, 2011–2013).
Von 1974 bis 2014 war JEEM eine der beiden Hauszeitschriften der Association of Environmental and Resource Economists.

## Inhalte
Das Journal of Environmental Economics and Management veröffentlicht theoretische und empirische Artikel, die spezifischen Themen der Ressourcen- und Umweltökonomik gewidmet sind. Um publiziert zu werden, sollten Artikel (1) wesentliche Bestandteile bezüglich der Verbindung zwischen ökonomischen Systemen und ökologischen oder Ressourcensystemen enthalten oder (2) von wesentlicher Bedeutung für das Verständnis der Gestaltung politischer Maßnahmen mit Bezug zur Umwelt sein. Obgleich die allgemeine Ausrichtung der Zeitschrift wirtschaftswissenschaftlich ist, werden auch interdisziplinäre Artikel von Forschern aus anderen Wissenschaftsbereichen willkommen geheißen, sofern diese Interessensgebiete für Ressourcen- und Umweltökonomen darstellen. Die Zeitschrift beabsichtigt nach Eigenaussage nicht nur für forschende Ökonomen, sondern auch für jene wissenschaftliche Gemeinschaft, die sich professionell mit Fragen der Forschung zum Ressourcen- und Umweltmanagement beschäftigt, von Interesse zu sein.

## Redaktion
Das Journal of Environmental Economics and Management wird durch Till Requate, Jared C. Carbone, Fredrik Carlsson, Ujjayant Chakravorty, Matthew A. Cole, Linda Nostbakken, Jay Shimshack, Roger H. Von Haefen und Hendrik Wolff geleitet. Ihnen zur Seite steht ein 38-köpfiger Redaktionsrat.
Die folgenden Ökonomen leiteten das Journal of Environmental Economics and Management als Chefredakteure:
| - 1974–1986: Ralph C. d'Arge und Allen V. Kneese - 1987–1996: Ronald G. Cummings - 1997–2000: Robert T. Deacon | - 2001–2005: Joseph A. Herriges - 2011–2013: Daniel J. Phaneuf |

## Rezeption
In einer Studie von Kalaitzidakis u. a. (2003) belegte das Journal of Environmental Economics and Management Platz 25 von 159 ausgewerteten Publikationen, sank jedoch in einer aktualisierten Studie von Kalaitzidakis u. a. (2011) auf Platz 59 von 209 verglichenen Publikationen ab. Im wirtschaftswissenschaftlichen Publikationsranking des Tinbergen-Instituts an der Universität Amsterdam wird das Journal of Environmental Economics and Management in der Kategorie A („sehr gute allgemeine wirtschaftswissenschaftliche Fachzeitschriften und Spitzenzeitschriften im jeweiligen Fachgebiet“) geführt. Eine weitere Studie der französischen Ökonomen Pierre-Phillippe Combes und Laurent Linnemer listet das Journal mit Rang 30 von 600 wirtschaftswissenschaftlichen Zeitschriften in die drittbeste Kategorie A ein.
Der Impact Factor des Journal of Environmental Economics and Management lag im Jahr 2012 bei 1,969. In der Statistik des Social Sciences Citation Index wurde das Journal mit diesem Impact Factor an 30. Stelle von 116 Zeitschriften in der Kategorie Business und an 49. Stelle von 333 Zeitschriften in der Kategorie Wirtschaftswissenschaften geführt. Im Bereich Umweltwissenschaften belegte das Journal Rang 22 von 93 Zeitschriften.

## Meistzitierte Artikel
Folgende Artikelliste zeigt jene Artikel im Journal of Environmental Economics and Management, die gemäß Web of Knowledge am häufigsten zitiert wurden (Stand: Februar 2013):
- Daniel Kahneman, Jack L. Knetsch: Valuing Public Goods: The Purchase of Moral Satisfaction. Band 22, Nr. 1, 1992, S. 57–70.
- Thomas M. Selden, Daqing Song: Environmental Quality and Development: Is There a Kuznets Curve for Air-Pollution Emissions? Band 27, Nr. 2, 1994, S. 147–162.
- W. Adamowicz, J. Louviere, M. Williams: Combining Revealed and Stated Preference for Valuing Environmental Amenities. Band 26, Nr. 3, 1994, S. 271–292.
- D. Harrison, D. L. Rubinfeld: Hedonic Housing Prices and Demand for Clean Air. Band 5, Nr. 1, 1978, S. 81–102.
- T. A. Cameron: A New Paradigm for Valuing Non-Market Goods Using Referendum Data: Maximum-Likelihood Estimation by Censored Logistic Regression. Band 15, Nr. 3, 1988, S. 355–379.